# Hawker Hurricane em serviço iugoslavo
No início de 1938, a Real Força Aérea Iugoslava (em servo-croata:  Vazduhoplovstvo Vojske Kraljevine Jugoslavije, VVKJ) fez um pedido para a Hawker Aircraft de doze caças Hawker Hurricane Mk I, sendo a primeira compra estrangeira desta aeronave.  A VVKJ operou os Hawker Hurricane Mk I britânicos de 1938 a 1941. Entre 1938 e 1940, a VVKH adquiriu um total de 24 Hurricane Mk 1 dos primeiros lotes de produção. Outras vinte aeronaves foram construídas pela Zmaj sob licença na Iugoslávia. Quando o país entrou na Segunda Guerra Mundial devido à Invasão da Iugoslávia em abril de 1941, um total de 41 Hurricane Mk I estavam em serviço como caças. Eles alcançaram algum sucesso contra as aeronaves da Luftwaffe, mas todos os Hurricane iugoslavos foram destruídos ou capturados durante a invasão que durou 11 dias. 
Na metade do ano de 1944, os partisans iugoslavos formaram dois esquadrões na Força Aérea Real, o 351º e o 352º esquadrão, ambos operando caça-bombardeiros Hurricane. O 351º Esquadrão voou alguns Hurricane Mk IIC durante o treinamento e posteriormente foram equipados com aviões Hurricane Mk IV e o 352º Esquadrão brevemente voou os Mk IIC antes de serem reequipados com caças Supermarine Spitfire Mk V. Ambos esquadrões operaram como parte da Força Aérea dos Balcãs, conduzindo missões de ataque ao solo em suporte às operações dos partisans até o fim da guerra. Os Hurricane permaneceram em serviço pela pós-guerra Força Aérea Iugoslava até o início da década de 1950. 

## Aquisição

Desenho de um Hawker Hurricane Mk I

No início de 1938, a Real Força Aérea Iugoslava (em servo-croata:  Vazduhoplovstvo Vojske Kraljevine Jugoslavije, VVKJ) fez um pedido para a Hawker Aircraft de doze caças Hawker Hurricane Mk I, sendo a primeira compra estrangeira desta aeronave. O governo britânico desejava fornecer os Hurricane que estavam sobrando a nações que provavelmente se oporiam à expansão alemã devido à razão de produção de aeronaves ter sido maior do que a capacidade da Força Aérea Real em introduzir naquele momento. A primeira destas aeronaves destinada a serviço iugoslavo foi o nº 205 (anteriormente L1751), que havia voado do Reino Unido para Belgrado pela França e Itália, chegando em 15 de dezembro de 1938. O primeiro lote de aeronaves foi equipado com o motor Rolls-Royce Merlin II, que girava uma hélice de madeira com duas pás. O pedido inicial foi seguido de outro pedido de doze aeronaves (N2718–N2729), equipadas com motores Merlin III e uma hélice de passo variável com três pás, sendo entregues em fevereiro e março de 1940. Na mesma época, o governo iugoslavo solicitou a produção sob licença destas aeronaves. Após a conclusão das negociações, as linhas de produção foram estabelecidas na fábrica Rogožarski em Belgrado e na Zmaj em Zemun. As duas fábricas deveriam produzir quarenta e sessenta aeronaves respectivamente, a uma razão de doze aeronaves por mês. Das aeronaves produzidas localmente, apenas doze foram concluídas pela Zmaj; a Rogožarski não produziu qualquer aeronave. Um total de 44 aeronaves foram colocadas em serviço na VVKJ.

## Serviço operacional

### Real Força Aérea Iugoslava
Uma vez em serviço, os Hurricane Mk I foram utilizados para equipar o 52º Grupo de Caça do 2º Regimento de Caça baseado em Knić, e o 33º e 34º Grupos de Caça do 4º Regimento de Caça baseado em Bosanski Aleksandrovac. Os Hurricane também foram operados pelo Esquadrão de Caça Independente do 81º Grupo Bombardeiro e pela Escola de Treinamento Aéreo, ambos baseados em Mostar. Todas estas aeronaves foram utilizadas como caça/interceptador. Imediatamente antes da invasão da Iugoslávia em abril de 1941 liderado pela Alemanha Nazista, 41 dos 44 Hurricane estavam em serviço. Eles foram alocados como segue:
| Formação             | Unidade                     | Local                  | Aeronave | Notas                          |
| -------------------- | --------------------------- | ---------------------- | -------- | ------------------------------ |
| 2º Regimento de Caça | 52º Grupo de Caça           | Knić                   | 15       | 163rd and 164th Squadrons      |
| 4º Regimento de Caça | 33º Grupo de Caça           | Bosanski Aleksandrovac | 13       | 105º e 106º Esquadrões         |
| 4º Regimento de Caça | 34º Grupo de Caça           | Bosanski Aleksandrovac | 7        | 108º Esquadrão                 |
| —                    | 81º Grupo Bombardeiro       | Mostar                 | 3        | Esquadrão de Caça Independente |
| —                    | Escola de Treinamento Aéreo | Mostar                 | 3        | —                              |

Às 06:45 do dia 6 de abril de 1941, a Luftwaffe lançou a Operação Strafgericht, uma série de ataques orquestrados com bombardeiros em Belgrado, coincidindo com ataques em solo e ar ao longo de todo o país. Várias aeronaves alemãs se aproximaram de Belgrado durante o dia, inicialmente o bombardeiro de mergulho Junkers Ju 87 "Stuka" escoltado por caças. Por volta das 08:00, os Hurricane do 52º Grupo de Caça entraram em combate com a segunda leva de bombardeiros após bombardearem a cidade; um dos bombardeiros foi abatido por três pilotos do 163º Esquadrão. Durante o restante do primeiro dia da invasão, os Hurricane da VVKJ não foram muito utilizados, apesar de uma patrulha constante ter sido estabelecida entre Čačak, Kraljevo, e Kragujevac. Poucas aeronaves possuíam equipamento de rádio, de forma que os caças normalmente chegavam tarde para combater. Duas aeronaves do 4º Regimento de Caça receberam a missão de escoltar bombardeiros leves Bristol Blenheim Mk I para atacarem alvos na Áustria, mas perderam a vista dos bombardeiros nas nuvens. Um dos pilotos tentou então interceptar alguns caças alemães Messerschmitt Bf 109.
No dia seguinte, o 2º Regimento de Caça continuou a patrulhar sobre o centro da Sérvia, protegendo fábricas em Kraljevo e Kragujevac de possíveis ataques aéreos alemães, que nunca ocorreram. O 4º Regimento de Caça também estava ativo, patrulhando sobre a Bósnia e a Croácia, mas também não teve muito trabalho, exceto em tentativas de interceptar aeronaves de reconhecimento alemãs. Dois dos Hurricane da Escola de Treinamento Aéreo tentaram interceptar uma pequena formação de bombardeiros Junkers Ju 88 enquanto voavam sobre Mostar em direção a Sarajevo. Ambos foram atingidos, ferindo um dos pilotos forçando-o a pousar em emergência. O outro piloto continuou a seguir os bombardeiros quando foi atacado por um grupo de Bf 109 alemães. Ele foi severamente ferido, ejetou-se e morreu em algum momento devido à hemorragia. Outro Hurricane também foi derrubado, conforme alegam os alemães, em 7 de abril.
Em 8 de abril, o principal esforço da VVKJ estava em direção a uma ofensiva alemã em terra no desfiladeiro de Kačanik ao sul de Kosovo. Neste momento, a VVKJ já havia perdido 60 por cento de suas aeronaves; 70 aeronaves de remanescentes de várias unidades de bombardeiros e caças foram montadas para o ataque. Os Hurricane do 52º Grupo de Caça suportaram até a última leva de ataques de comboios totalizando quase 13 km de extensão. Voando entre nuvens baixas e uma meteorologia muito ruim, ambos os esquadrões detiveram os alemães. Um Hurricane foi atingido e efetuou um pouso forçado em uma estrada, com o piloto tendo conseguido escapar de uma possível captura. Na parte norte do país, os Hurricane do 4º Regimento que estavam em patrulha entraram em combate caças alemães em várias ocasiões, sem qualquer resultado. Outros Hurricane do mesmo regimento escoltaram mais bombardeiros com a missão de bombardear alvos na parte sul da Áustria. Os cinco Hurricane remanescentes do 105º Esquadrão foram realocados para Veliki Radinci, onde outras aeronaves sobreviventes também estavam concentradas.
No dia a seguir, muita neve caiu sobre algumas áreas da Iugoslávia, deixando em solo os Hurricane do 52º Grupo de Caça em Knić. No norte, uma grande batalha aérea se estabeleceu entre Rovine e Bosanski Aleksandrovac, envolvendo Hurricane do 106º e 108º esquadrões. Os iugoslavos abateram dois Bf 109, mas perderam dois Hurricane na batalha. Em 10 de abril, a VVKJ estava rapidamente desintegrando em face ao bem-sucedido avanço alemão, mas os Hurricane do 105º Esquadrão conseguiram voar apesar do mau tempo, patrulhando e entrando em combate com aeronaves alemãs, sem qualquer resultado. Em Knić, rumores da chegada das forças alemãs levaram ao 164º Esquadrão a tentar levar seus Hurricane para um aeródromo mais seguro. Cinco aeronaves voaram, mas quase que imediatamente duas delas colidiram e outra colidiu com uma montanha obscurecida por nevoeiro. Os dois pilotos sobreviventes retornaram em segurança para Knić. Enquanto isso, os Hurricane do 163º Esquadrão foram mantidos fora de serviço por sua tripulação para evitar a captura e uso pelos alemães. Quando se tornou claro que os rumores do avanço alemão não eram reais, foram feitas tentativas desesperadas de tornar as aeronaves aeronavegáveis novamente. No mesmo dia, alguns Hurricane do 4º Regimento conseguiram uma vitória sobre um Bf 109 enquanto este seguia uma aeronave de reconhecimento sobre a Bósnia.

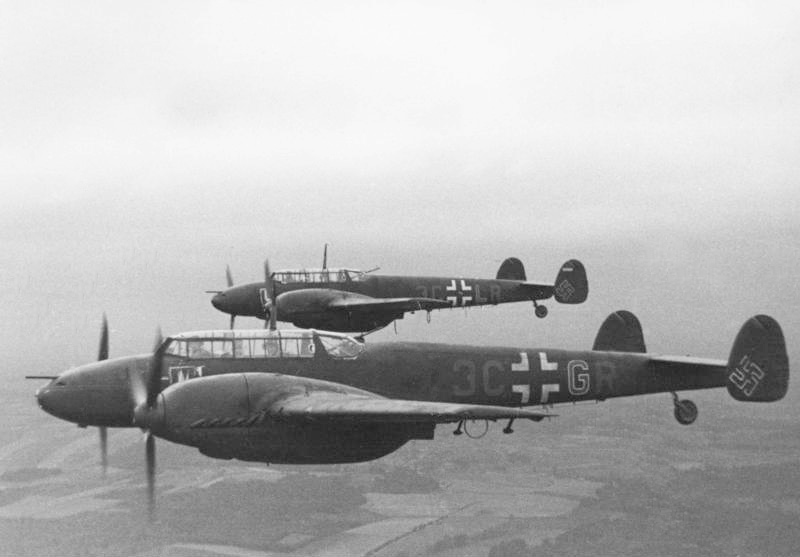
Os Hurricane iugoslavos abateram um caça pesado Messerschmitt Bf 110 (mesmo modelo da foto) em 11 de abril de 1941

No dia 11 de abril, alguns Hurricane do 4º Regimento abateram com sucesso um caça pesado Messerschmitt Bf 110 sobre Nova Gradiška. No dia seguinte, dois ou três dos Hurricane remanescentes do 105º Esquadrão, foram queimados pelo pessoal de apoio em solo em Veliki Radinci, enquanto outras aeronaves do mesmo esquadrão voaram para Bijeljina, onde outras aeronaves estavam concentradas. Esta movimentação apenas foi concluída quando uma grande formação de Bf 110 alemães passaram pelo aeródromo e destruíram mais de duas dúzias de aeronaves, incluindo todos exceto um dos Hurricane do 105º Esquadrão. Em Knić, o avanço de veículos alemães fez com que as duas últimas aeronaves do 163º Esquadrão se retirassem, voando para Zemun. O primeiro piloto pousou em segurança, sendo imediatamente capturado por alemães que viviam na Iugoslávia (Volksdeutsche). O outro piloto, percebendo que Zemun não era seguro, tentou prosseguir para Bjeljina, mas ficou sem combustível e foi morto quando tentou efetuar um pouso forçado próximo a Valjevo. Mesmo neste estágio final, o 4º Regimento ainda tinha cinco ou seis Hurricane aeronavegáveis. Eles continuaram a perseguir aeronaves de reconhecimento ao longo do dia, abatendo um Ju 88 próximo a Banja Luka. Quando bombardeiros alemães atacaram novamente os aeródromos próximos a Mostar, o único Hurricane remanescente da Escola de Treinamento Aéreo atacou um Ju 88, sendo atingido e forçando o piloto a ejetar-se.
No dia seguinte, novamente os Hurricane do 4º Regimento estavam patrulhando sobre a Bósnia, abatendo outro Bf 110, desta vez sobre Banja Luka. Uma aeronave foi destruída em 13 de abril, com o piloto ficando gravemente ferido. No dia 14 de abril, um Hurricane ainda estava em uso em Nikšić em Montenegro. Esta aeronave entrou em combate com caças italianos em 14 e 15 de abril, sendo atingida 37 vezes. Apesar disso, ainda estava em condições de voo em 16 de abril quando seu piloto tentou levá-la para a Grécia, mas foi forçado a retornar devido ao mau tempo, tendo então a aeronave sido abandonada após o pouso. No mínimo dois Hurricane foram capturados intactos pelas forças alemãs, marcando com isto o fim do Hawker Hurricane em serviço pela VVKJ, tendo toda a oposição aos invasores do eixo cessada em 18 de abril, após a rendição incondicional do Comando Supremo Iugoslavo no dia anterior.

### Partisans Iugoslavos

#### Estabelecimento
O crescimento de esquadrões formados por partisans iugoslavos na Força Aérea Real (RAF) foi discutida entre o líder partisan Josip Broz Tito e o encarregado da missão britânica aos partisans, o Brigadeiro Fitzroy Maclean, em 12 de março de 1944. Como resultado desta discussão, foi realizado um acordo no final do mês para a RAF treinar os iugoslavos que formariam dois esquadrões, sendo um de caça e outro de caça-bombardeiros. Após a conclusão do treinamento, estes dois esquadrões conduziriam operações exclusivamente na Iugoslávia. Foi acordado que os novos esquadrões iriam ser amplamente preenchidos por antigos combatentes da VVKJ que fugiram de seu país durante a invasão e posteriormente concordaram em se unir aos partisans. O primeiro esquadrão foi estabelecido em um aeródromo próximo a Benghazi, Líbia, como 352º Esquadrão da RAF. Os membros fizeram o juramento partisan em 21 de maio de 1944. Até o final de junho, este esquadrão esteve equipado com a aeronave de treinamento Harvard e alguns Hurricane Mk IIC, que foram então substituídos pelo Supermarine Spitfire Mk V, que foi operado até o final da guerra. Os Hurricane Mk IIC foram então entregues ao segundo esquadrão partisan, estabelecido como 351º Esquadrão da RAF, que também nasceu na Líbia como uma unidade de caça-bombardeiros em 1 de julho de 1944.
Durante seu treinamento, o 351º Esquadrão foi reequipado com alguns Hurricane Mk IV. Concluiu então os treinamentos, incluindo práticas de ataque ao solo, em 23 de setembro. No dia 2 de outubro, o esquadrão foi transferido a um aeródromo próximo a Cannae na Itália para se unir à 281º Ala da RAF da Força Aérea dos Balcãs, uma organização combinada dos Aliados. A movimentação foi acompanhada por reclamações do Comando Supremo Partisan de que o Hurricane era inferior aos Spitfire sendo voados pelo 352º Esquadrão, e também inferior ao Hawker Typhoon. As reclamações foram ignoradas pela RAF e o esquadrão operou os Hurricane Mk IV até o final da guerra, assim como o 6º Esquadrão da RAF, um esquadrão operado por britânicos que também realizou missões sobre a Iugoslávia, apesar de as aeronaves terem sido retiradas do serviço de frente no cenário europeu em março de 1944. O 351º Esquadrão foi liberado para operações de combate no dia 13 de outubro,e de 18 de outubro em diante o esquadrão possuiu entre 4 e 8 aeronaves baseadas em um aeródromo da ilha de Vis no Mar Adriático.

#### Outubro–Dezembro de 1944
O 351º Esquadrão realizou sua primeira missão em 13 de outubro de 1944; esta missão envolvia seis aeronaves atacando um comboio de suprimentos do Eixo próximo ao vilarejo de Aržano. Em 20 de outubro, aeronaves deste esquadrão auxiliadas por alguns Spitfire do 352º Esquadrão, conduziram ataques com foguetes e metralhadoras em colunas inimigas nas proximidades de Metković que estavam recuando em face ao avanço da 26º Divisão Dálmata partisan. A missão foi um sucesso, mas uma aeronave foi abatida por fogo antiaéreo.

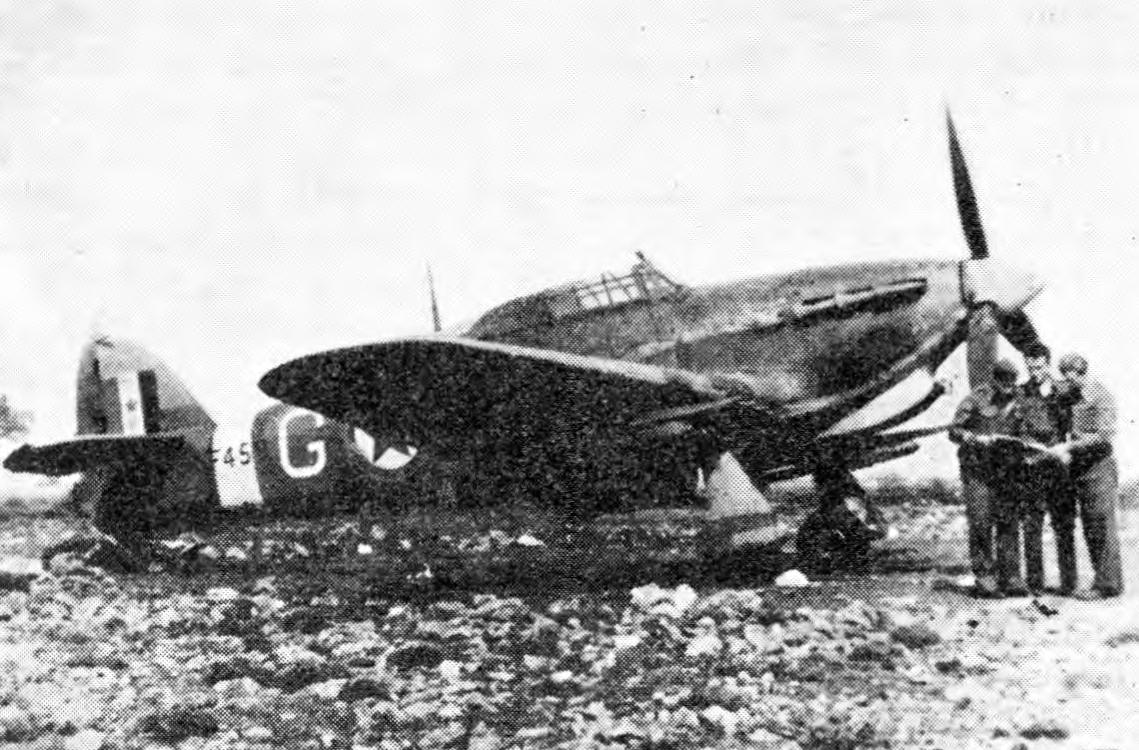
Um Hurricane Mk IV do 351º Esquadrão

Nove dias depois, alguns Hurricane escoltados por um par de Spitfire do 352º Esquadrão, efetuaram uma patrulha sobre a ilha de Rab e áreas adjacentes do Adriático, mas não conseguiram identificar quaisquer alvos. Em 4 de novembro aeronaves do 351º Esquadrão novamente escoltadas por dois Spitfire, receberam a missão de interromper as comunicações terrestres entre Bihać e Knin. Uma aeronave teve problemas com seu motor e teve de retornar à base, mas o resto prosseguiu com a missão. Tiveram um pesado fogo antiaéreo próximo de Knin e uma aeronave foi abatida, com o piloto ejetando-se e sendo capturado pelos alemães. Na missão seguinte, em 9 de novembro, o tempo estava extremamente ruim próximo à área alvo nas proximidades de Trebinje. Uma aeronave colidiu contra uma montanha, matando o piloto e outra teve problemas com o motor e pousou forçadamente próximo a Trebinje, tendo seu piloto escapado ileso.
Em 3 de dezembro de 1944, o 351º Esquadrão efetuou um ataque bem sucedido com foguetes contra defesas costeiras do Eixo na ilha de Lošinj, decolando de Vis. Esta foi seguida por um período de reconhecimento e observação sobre várias regiões iugoslavas, atingindo alvos de oportunidade, escoltado e auxiliado por algumas vezes por alguns Spitfire do 352º Esquadrão. O 351º Esquadrão cumpriu várias missões, interditando rotas terrestres e ferroviárias no leste e oeste da Bósnia e da Dalmácia, além de atacar tráfegos marítimos do eixo na costa adriática e algumas ilhas. Ao aproximar-se do fim do ano, as operações foram severamente reduzidas devido ao mau tempo.

#### Janeiro–Março de 1945
Em janeiro e fevereiro de 1945, foi muito melhorada a coordenação entre os dois esquadrões da RAF e as forças marítima e terrestres partisans. Isto foi possível através do estabelecimento de seções de contato da aviação com as principais formações partisans, inicialmente com a 8ª Corporação e depois a 5ª Corporação. Em 4 de janeiro, quatro Hurricane voou a partir de Vis para atacar um comboio entre Mostar e Sarajevo. O comboio foi localizado próximo a Jablanica e sete caminhões foram destruídos. As aeronaves seguiram para atacar uma estação ferroviária em Jablanica, danificando uma locomotiva e dez vagões. Um Hurricane foi danificado por fogo antiaéreo durante a missão. No dia 22 de janeiro, alguns Hurricane escoltados por outros Spitfire atacaram um navio de 1.000 T próximo à ilha de Rab, utilizando dezesseis foguetes. Devido à presença mínima da Luftwaffe" na Iugoslávia, em muitos casos a escolta com o Spitfire do 352º Esquadrão não era necessária para proteger contra aeronaves inimigas, de forma que engajavam então alvos marítimos e terrestres juntamente com os Hurricane do 351º Esquadrão.
Em fevereiro, ambos os esquadrões auxiliaram na libertação de grandes cidades, como Široki Brijeg, Nevesinje e Mostar, patrulhando e atacando alvos de oportunidade ao longo da Bósnia e Damácia. Especificamente, auxiliaram a Operação Mostar da 8ª Corporação, a 11ª Corporação ao limpar os inimigos em ilhas no norte do Mar Adriático e também em operações com a 5ª Corporação. Apesar da presença de seções de contato com as forças terrestres, os procedimentos ainda não estavam totalmente alinhados e muitos incidentes de fogo amigo ocorreram durante a Operação Mostar. Em auxílio às operações da 11ª Corporação, os Hurricane atacaram quartéis alemães, tráfego naval e defesas nas ilhas de Pag e Krk e em suas redondezas. Em 7 de fevereiro, alguns Hurricane do 351º Esquadrão estavam auxiliando as 4ª e 11ª Corporações e atacaram uma coluna de caminhões e vagões alemães na estrada entre Gospić e Bihać quando duas das aeronaves colidiram, causando um leve dano. Ambas aeronaves efetuaram pouso forçado em território amigo e foram destruídas, mas os pilotos escaparam ilesos. Ao longo do mês de fevereiro, o 351º Esquadrão mudou sua base para Zemunik, próximo a Zadar.

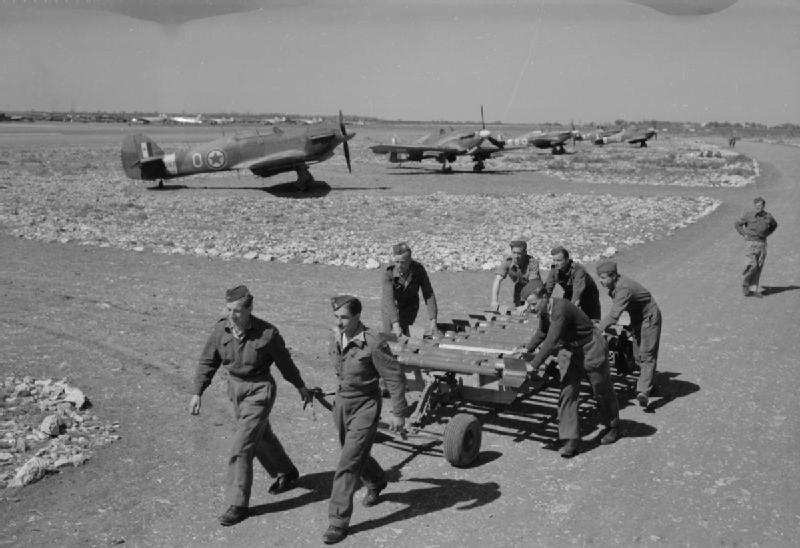
Equipes de solo partisans preparando-se para carregar foguetes RP-3 nos Hurricane do 351º Esquadrão da RAF no aeródromo de Prkos

No início de março, a formação do 4º Exército foi acompanhada de um desenvolvimento de coordenação ainda melhor com os dois esquadrões. Painéis de marcação aérea foram usadas para mostrar a linha de frente e para identificar veículos amigos, com as equipes de comunicação em contato direto com os comandantes de formações de baixo nível, de forma a comunicar-se diretamente com as aeronaves. As operações continuaram pela Bósnia e Dalmácia em Março e se estenderam para incluir o auxílio no avanço da região de Lika e durante a captura de Sarajevo e Bihać. Conforme as forças do Eixo foram retirando-se para oeste em direção à Zagreb, os Hurricane do 351º Esquadrão continuaram a atacá-los, emboscando comboios e posições de artilharia. Entre 1 de janeiro e 31 de março de 1945, os Hurricane do 351º Esquadrão não apenas voou de Cannae e Vis, mas também a partir de aeródromos em Zemunik e Prkos. No mesmo período o esquadrão perdeu quatro aeronaves e sofreu danos a outros quinze. Das aeronaves perdidas, duas foram destruídas devido a uma colisão e outra foi perdida após uma falha no motor, com a outra perdida por fogo antiaéreo. Quatro aeronaves foram danificadas por fogo antiaéreo e as restantes por fragmentos de seus próprios foguetes.

#### Abril–Maio de 1945
A partir do início de abril de 1945, as operações de combate do 351º Esquadrão estavam focadas em auxiliar nas ofensivas do 4º Exército nas regiões de Lika e Gorski kotar, ao longo da linha costeira croata e na Istria. Em particular, houve um duro combate nas ilhas do norte adriático. No dia 5 de abril, um Hurricane foi perdido próximo a Babin Potok, quando colidiu com uma montanha enquanto auxiliava a 19ª Divisão Dálmata no ataque de elementos da 11ª Divisão de Ustaše, resultando na morte do piloto. Durante este período, todas as operações do 351º Esquadrão foram efetuadas a partir do aeródromo de Zemunik. Duas aeronaves foram destruídas e dezoito danificadas. Entre os dias 2 e 8 de maio, a última semana da guerra, a RAF não permitiu que o esquadrão operasse devido a considerações políticas em relação ao futuro de Trieste.
Durante sua existência, o 351º Esquadrão efetuou 227 missões de combate: 119 de ataques ao solo, 87 de reconhecimento, 19 interdições marítimas e duas missões de busca e salvamento. Dos 23 pilotos que passaram pelo esquadrão, quatro foram mortos e um capturado. O esquadrão perdeu nove aeronaves e outras 38 sofreram danos, principalmente por fogo antiaéreo. O esquadrão foi liberado do controle da RAF em 16 de maio de 1945.

### Força Aérea Iugoslava
Após a guerra, os 16 Hurricane sobreviventes da Força Aérea dos Balcãs continuaram a ser utilizados pela Força Aérea Iugoslava (em servo-croata:  Jugoslovensko ratno vazduhoplovstvo; JRV), o braço aéreo do novo governo comunista de Tito. Os Hurricane voaram no 1º Regimento de Caça em 1945, seguido pelo Regimento de Aviação de Reconhecimento 1m 1947-48 e no 103º Regimento de Aviação de Reconhecimento entre 1948 e 1951. Os Hurricane permaneceram em serviço na Força Aérea Iugoslava pós-guerra até o início da década de 1950.

## Modelo sobrevivente
Um Hawker Hurricane Mk IV que voou como parte do 351º Esquadrão está em exibição no Museu de Aviação de Belgrado. Esta aeronave, com número de série 20925, foi fabricada em 1943 e permaneceu em operação até ser aposentada em 18 de agosto de 1952.